# Grevillea ilicifolia
Espèce
Grevillea ilicifolia est une espèce de plantes de la famille des Proteaceae.
C'est un buisson que l'on trouve dans le sud de l'Australie.

## Liste des sous-espèces et variétés
Selon Tropicos (31 janv. 2013) :
- sous-espèce Grevillea ilicifolia subsp. lobata (F. Muell.) Downing
- variété Grevillea ilicifolia var. angustiloba F. Muell.
- variété Grevillea ilicifolia var. dilatata R. Br.
- variété Grevillea ilicifolia var. integrifolia Meisn.
- variété Grevillea ilicifolia var. lobata (F. Muell.) Benth.
- variété Grevillea ilicifolia var. quercina Meisn.
- variété Grevillea ilicifolia var. scortechinii F. Muell. ex Scort.